# آلوارو رافائل گونزالس
آلوارو رافائل گونزالس (انگلیسی: Álvaro Rafael González؛ زاده ۲۹ اکتبر ۱۹۸۴) یک بازیکن فوتبال اهل اروگوئه است.
وی همچنین در تیم ملی فوتبال اروگوئه بازی کرده‌است.